# Літла-Храун
Літла-Храун (ісл. Litla-Hraun) — найбільша в’язниця в Ісландії. Розташована біля містечка Eyrarbakki, вона складається із 9 будинків, огороджених високим парканом безпеки.
Літла-Храун була заснована 8 березня 1929 року як одна будівля. Всередині є футбольне поле та кілька баскетбольних майданчиків. Програми праці для в'язнів включають в себе виготовлення номерних знаків та мийку автомобілів. Ув'язненим платять за їхню роботу відповідно до фіксованої такси, встановленої адміністрацією в'язниці та адміністрацією Ісландії.